# Augusto Akio
Augusto Akio (født 2000) er en brasiliansk skateboarder.
Han repræsenterede Brasilien ved sommer-OL 2024 i Paris, hvor han vandt bronze i park.